# Geyikbayırı
Geyikbayırı ist ein kleiner Ort in der Türkei südwestlich von Antalya, der seit der Entdeckung als Sportklettergebiet durch Öztürk Kayıkçı im Jahr 2000 bekannt geworden ist.

## Quelle
- Ö. Kayıkçı: Antalya Kaya Tirmaniş Rehberi / A Rock Climbing Guide To Antalya İstanbul.09.2006 ISBN 9944-5709-0-7